# Rebound (jeu vidéo)
Pour les articles homonymes, voir Rebound (homonymie).
Rebound est un jeu vidéo de volley-ball, jouable à 2 joueurs sur borne d'arcade, conçu par Steve Bristow, développé et édité par Atari Inc. et mis sur le marché en février 1974. Ce jeu est la première simulation de volley-ball. Le terrain étant vu du côté, les joueurs se renvoient le ballon de part et d'autre du filet grâce à leurs paddles. Rebound est aussi le premier jeu à avoir été cloné et distribué par Kee Games, une filiale cachée d'Atari, sous le nom Spike,,.

## Système de jeu
Le concept de Rebound est une simulation simpliste de volley-ball dans la même veine que Pong, la célèbre simulation de  tennis de table (ping-pong) sortie deux ans plus tôt. Son interface se décompose en deux parties : le haut de l'écran où s'affiche le score et le reste de l'écran consacré au jeu proprement dit. L'action est vue du côté du terrain. Au milieu, le filet est représenté par une ligne verticale pointillée partant du bas de l'écran. Deux barres horizontales, communément appelées raquettes depuis Pong, symbolisent chacun des deux joueurs de volley-ball de part et d'autre du filet.
À chaque engagement, la balle part depuis le centre-haut de l'écran. Elle est envoyée successivement vers chacun des joueurs.
Grâce à son paddle, chaque joueur contrôle une des raquettes et tente de réceptionner la balle. Selon l'endroit de la raquette où est réceptionnée la balle, celle-ci rebondit soit vers l'avant soit vers l'arrière soit même partir à la verticale si la balle touche le milieu de la raquette,. Le joueur doit tenter de renvoyer la balle vers son adversaire et essayer de le mettre en difficulté pour marquer un point.
L'adversaire gagne si la balle n'est pas réceptionnée sur la raquette, si elle rebondit quatre fois sur celle-ci, si elle touche le filet ou si elle sort en dehors du terrain,.
La taille du filet augmente également tous les deux échanges. Cette taille peut être augmentée jusqu'à dix fois, mais si une nouvelle balle est servie, le filet retrouve sa taille initiale.
Le possesseur de la borne d'arcade peut choisir si un match est joué en 11 ou 15 points. Il peut également déterminer le nombre de match joué pour chaque pièce de 25¢ insérée : un ou deux,.

## Technologie
Rebound prend place dans une borne d'arcade spécifique qui inclut deux paddles et un bouton Start lumineux. Trois bornes d'arcades peuvent être livrées, selon la couleur du cadre plastique : jaune, blanc ou orange. Par ailleurs, la vitre de l'écran est teintée en bleu pour la borne jaune ou en orange pour les bornes blanche et orange. Tout le circuit imprimé du jeu est réalisé à partir de circuits et composants discrets.
Le nom de projet de Rebound était Volleyball,,
. Le 9 janvier 1974, Steve Jobs en signe le schéma électrique fourni avec les bornes d'arcade,.[réf. à confirmer]
Rebound est aussi disponible comme une mise à niveau de Pong. Tout comme une partie de Pong commence immédiatement dès qu'une pièce est insérée, une partie de Rebound commencera immédiatement : le câblage du bouton Start est inexistant.

## Accueil
Le terme de volley-ball peut apparaître galvaudé, le jeu étant plus une simulation de rebonds de balles.

## Clone
Un mois plus tard, en mars 1974, sort Spike, un clone de Rebound distribué par Kee Games, une filiale nouvellement créée et présentée à l'époque comme un concurrent d'Atari afin de lui permettre d'avoir de plus grandes parts de marché,,. Outre un design différent de la borne d'arcade, la principale différence entre ces deux jeux consistait en l'ajout d'un bouton d'attaque, "Spike". Celui-ci appuyé, une autre raquette, verticale et proche du filet, saute pour bloquer la balle et contre-attaquer l'adversaire. Selon Steve Bristow, le concepteur, "Si vous étiez synchro, vous pouviez devenir un joueur sans pitié,."

## Postérité
Le concept de Rebound est repris en septembre 1977 dans le jeu Video Olympics sur la console Atari 2600. Ce jeu regroupe également une reprise de Pong ainsi que d'autres variations.

## Émulation
Contrairement à la majorité des jeux d'arcade, à la date du 29 juillet 2015, Rebound n'est pas émulé par MAME dans sa version 0.164. En effet, étant composé de circuits et composants discrets, l'émulation de tels jeux devient plus délicate qu'avec un processeur. Néanmoins, depuis le 3 février 2014, un pilote spécifique aux jeux Atari basé sur ces circuits discrets est en développement. Rebound pourrait donc être un jour émulé par MAME.
À partir de ce constat a été développé un autre émulateur, DICE. Le projet, commencé en Novembre 2007, émule Rebound dès la deuxième version du programme (v0.2) en Février 2008.

### Médias externes
- [image] Flyer de la borne d'arcade.
- [vidéo] Atari REBOUND (1974) video arcade game gameplay, vidéo du jeu sur YouTube.com.

### Note
1. ↑  
Ces deux options sont également paramétrables dans l'émulateur DICE.